# Лоро Борічі
Лоро Борічі (алб. Loro Boriçi, 4 серпня 1922, Шкодер — 25 квітня 1984, Тирана) — албанський футболіст, що грав на позиції нападника, зокрема за національну збірну Албанії. Згодом футбольний тренер.

## Клубна кар'єра
У дорослому футболі дебютував 1937 року виступами за команду «Влазнія», в якій провів чотири сезони. 
Під час окупації Албанії фашистською Італією протягом 1941–1943 років грав за римський «Лаціо». У повоєнний час повернувся до футболу на батьківщині, знову приєднавшись 1945 року до «Влазнії». У її складі двічі, в 1945 і 1946 роках виборював титул чемпіона Албанії.
1949 року перебрався до «Партизані», де провів наступні сім років своєї кар'єри гравця. Більшість часу, проведеного у складі «Партизані», був основним гравцем команди і одним із її головних бомбардирів, маючи середню результативність на рівні 0,45 гола за гру першості. 1954 року утретє став чемпіоном країни, цього разу із «Партизані».
Завершив ігрову кар'єру 1957 року як граючий тренер команди «Спартаку» (Тирана).

## Виступи за збірну
1945 року дебютував в офіційних матчах у складі національної збірної Албанії.
Загалом протягом кар'єри в національній команді, яка тривала 13 років, провів у її формі 24 матчі, забивши 6 голів.

## Кар'єра тренера
У своєму останньому клубі, «Спартаку» (Тирана), 1957 року поєднував виступи на футбольному полі із тренерською роботою.
Того ж 1957 року уперше очолив тренерський штаб національної збірної Албанії, яку того разу тренував протягом шести років. У подальшому ще тричі піднімався на тренерський місток головної команди Албанії, протягом 1965–1972 років, а також у 1976 і 1981 роках.
На клубному рівні відомий роботою з командою «Партизані», яку очолював протягом 1963–1971 років, зокрема привівши її до трьох перемог в албанській футбольній першості.
У 1972–1975 роках обіймав посаду технічного директора національної збірної Китаю.
Помер 25 квітня 1984 року на 62-му році життя в Тирані.

## Титули і досягнення

### Як гравця
- Чемпіон Албанії (4):

«Влазнія»: 1945, 1946
«Партизані»: 1954

### Як тренера
- Чемпіон Албанії (3):

«Партизані»: 1962-1963, 1963-1964, 1970-1971

### Особисті
- Найкращий бомбардир чемпіонату Албанії (1):

1949 (12)